# Drugi rząd Dmitrija Miedwiediewa
Drugi rząd Dmitrija Miedwiediewa – rząd Federacji Rosyjskiej, utworzony w dniach 8–18 maja 2018 pod przewodnictwem Dmitrija Miedwiediewa
Dmitrij Miedwiediew jako premier został zaakceptowany przez Dumę Państwową 8 maja 2018, rząd powstał 18 maja 2018.

## Udzielenie zgody 8 maja 2018
| Klub                                        | Klub                                      | Głosowanie | Głosowanie     | Głosowanie | Nieobecni |
| Klub                                        | Klub                                      | Za         | Wstrzymali się | Przeciw    | Nieobecni |
| ------------------------------------------- | ----------------------------------------- | ---------- | -------------- | ---------- | --------- |
|                                             | Jedna Rosja                               | 330        | 0              | 0          | 9         |
|                                             | Komunistyczna Partia Federacji Rosyjskiej | 0          | 0              | 37         | 5         |
|                                             | Liberalno-Demokratyczna Partia Rosji      | 39         | 0              | 0          | 1         |
|                                             | Sprawiedliwa Rosja                        | 4          | 0              | 19         | 0         |
|                                             | Niezrzeszeni                              | 1          | 0              | 0          | 1         |
| ŁĄCZNIE                                     | ŁĄCZNIE                                   | 374        | 0              | 56         | 20        |
| Większość bezwzględna: 226, zgodę udzielono |                                           |            |                |            |           |

## Drugi Rząd Dmitrija Miedwiediewa (2018–2020)
| Funkcja                                                                                  | Imię i nazwisko         | Imię i nazwisko           | Czas pełnienia funkcji | Czas pełnienia funkcji |
| Funkcja                                                                                  | Imię i nazwisko         | Imię i nazwisko           | Od                     | Do                     |
| ---------------------------------------------------------------------------------------- | ----------------------- | ------------------------- | ---------------------- | ---------------------- |
| Przewodniczący Rządu                                                                     |                         | Dmitrij Miedwiediew (JeR) | 8 maja 2018(dts)       | 16 stycznia 2020(dts)  |
| Pierwszy zastępca przewodniczącego Rządu                                                 | Anton Siłuanow (JeR)    | 18 maja 2018(dts)         | 21 stycznia 2020(dts)  |                        |
| Minister finansów                                                                        | Anton Siłuanow (JeR)    | 18 maja 2018(dts)         | 21 stycznia 2020(dts)  |                        |
| Zastępca przewodniczącego Rządu                                                          |                         | Maksim Akimow             | 18 maja 2018(dts)      | 21 stycznia 2020(dts)  |
| Zastępca przewodniczącego Rządu                                                          | Jurij Borisow           | 18 maja 2018(dts)         | 21 stycznia 2020(dts)  |                        |
| Zastępca przewodniczącego Rządu                                                          | Konstantin Czujczenko   | 18 maja 2018(dts)         | 21 stycznia 2020(dts)  |                        |
| Kierownik Aparatu Rządu                                                                  | Konstantin Czujczenko   | 18 maja 2018(dts)         | 21 stycznia 2020(dts)  |                        |
| Zastępca przewodniczącego Rządu                                                          |                         | Tatjana Golikowa (JeR)    | 18 maja 2018(dts)      | 21 stycznia 2020(dts)  |
| Zastępca przewodniczącego Rządu                                                          |                         | Olga Gołodiec             | 18 maja 2018(dts)      | 21 stycznia 2020(dts)  |
| Zastępca przewodniczącego Rządu                                                          |                         | Aleksiej Gordiejew (JeR)  | 18 maja 2018(dts)      | 21 stycznia 2020(dts)  |
| Zastępca przewodniczącego Rządu                                                          |                         | Dmitrij Kozak             | 18 maja 2018(dts)      | 21 stycznia 2020(dts)  |
| Zastępca przewodniczącego Rządu                                                          | Witalij Mutko           | 18 maja 2018(dts)         | 21 stycznia 2020(dts)  |                        |
| Zastępca przewodniczącego Rządu                                                          |                         | Jurij Trutniew (JeR)      | 18 maja 2018(dts)      | 21 stycznia 2020(dts)  |
| Pełnomocny przedstawiciel Prezydenta w Dalekowschodnim Okręgu Federalnym                 | 18 maja 2018(dts)       | Jurij Trutniew (JeR)      | 21 stycznia 2020(dts)  |                        |
| Minister do spraw Kaukazu Północnego                                                     |                         | Siergiej Czebotariow      | 18 maja 2018(dts)      | 21 stycznia 2020(dts)  |
| Minister transportu                                                                      |                         | Jewgienij Ditrich (JeR)   | 18 maja 2018(dts)      | 21 stycznia 2020(dts)  |
| Minister budownictwa i gospodarki mieszkaniowo-komunalnej                                | Władimir Jakuszew (JeR) | 18 maja 2018(dts)         | 21 stycznia 2020(dts)  |                        |
| Minister zasobów naturalnych i środowiska                                                | Dmitrij Kobyłkin (JeR)  | 18 maja 2018(dts)         | 21 stycznia 2020(dts)  |                        |
| Minister sportu                                                                          |                         | Pawieł Kołobkow           | 18 maja 2018(dts)      | 21 stycznia 2020(dts)  |
| Minister spraw wewnętrznych                                                              | Władimir Kołokolcew     | 18 maja 2018(dts)         | 21 stycznia 2020(dts)  |                        |
| Minister sprawiedliwości                                                                 | Aleksandr Konowałow     | 18 maja 2018(dts)         | 21 stycznia 2020(dts)  |                        |
| Minister nauki i szkolnictwa wyższego                                                    |                         | Michaił Kotiukow (JeR)    | 18 maja 2018(dts)      | 21 stycznia 2020(dts)  |
| Minister rozwoju Dalekiego Wschodu i Arktyki                                             | Aleksandr Kozłow (JeR)  | 18 maja 2018(dts)         | 21 stycznia 2020(dts)  |                        |
| Minister spraw zagranicznych                                                             |                         | Siergiej Ławrow           | 18 maja 2018(dts)      | 21 stycznia 2020(dts)  |
| Minister przemysłu i handlu                                                              | Dienis Manturow         | 18 maja 2018(dts)         | 21 stycznia 2020(dts)  |                        |
| Minister kultury                                                                         |                         | Władimir Miedinski (JeR)  | 18 maja 2018(dts)      | 21 stycznia 2020(dts)  |
| Minister rozwoju cyfrowego, łączności i komunikacji masowej                              |                         | Konstantin Noskow         | 18 maja 2018(dts)      | 21 stycznia 2020(dts)  |
| Minister energetyki                                                                      | Aleksandr Nowak         | 18 maja 2018(dts)         | 21 stycznia 2020(dts)  |                        |
| Minister rozwoju gospodarczego                                                           | Maksim Orieszkin        | 18 maja 2018(dts)         | 21 stycznia 2020(dts)  |                        |
| Minister rolnictwa                                                                       | Dmitrij Patruszew       | 18 maja 2018(dts)         | 21 stycznia 2020(dts)  |                        |
| Minister ochrony zdrowia                                                                 | Wieronika Skworcowa     | 18 maja 2018(dts)         | 21 stycznia 2020(dts)  |                        |
| Minister obrony                                                                          |                         | Siergiej Szojgu (JeR)     | 18 maja 2018(dts)      | 21 stycznia 2020(dts)  |
| Minister pracy i opieki społecznej                                                       |                         | Maksim Topilin            | 18 maja 2018(dts)      | 21 stycznia 2020(dts)  |
| Minister edukacji                                                                        | Olga Wasiljewa          | 18 maja 2018(dts)         | 21 stycznia 2020(dts)  |                        |
| Minister obrony cywilnej, sytuacji nadzwyczajnych i likwidacji skutków klęsk żywiołowych | Jewgienij Ziniczew      | 18 maja 2018(dts)         | 21 stycznia 2020(dts)  |                        |